# 大津川 (大阪府)

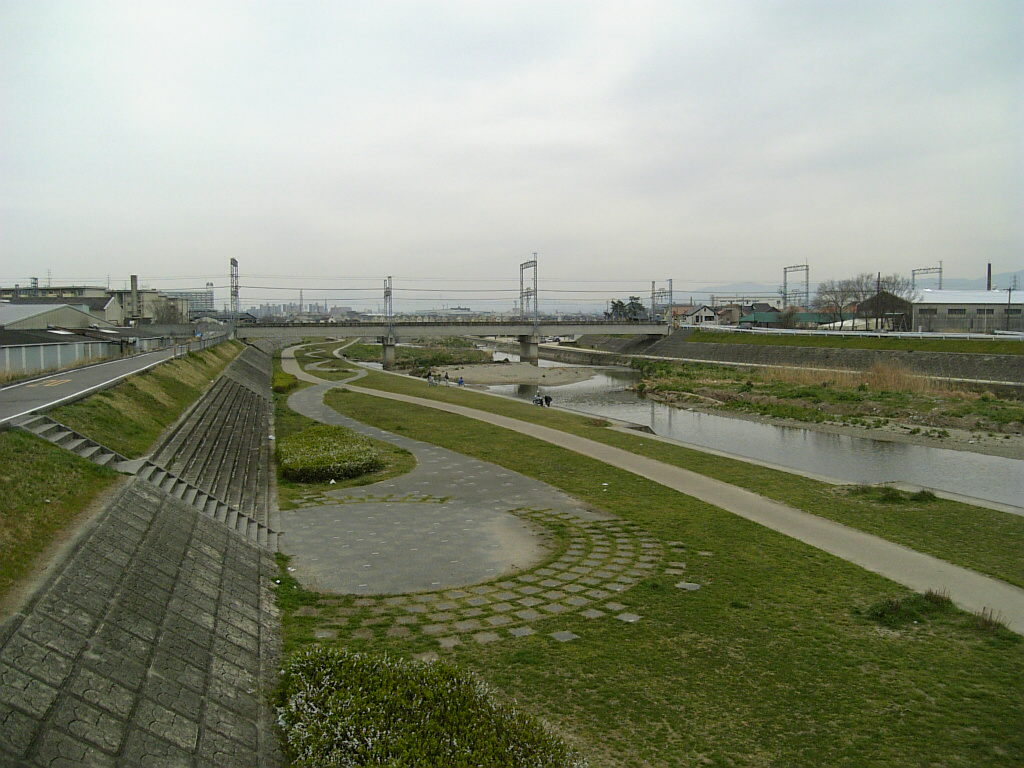
府道204号線大津川橋上より。2007年3月10日撮影

大津川（おおつがわ）は、大阪府内を流れる河川。大阪府が管理する二級河川である。大阪府下の二級河川の水系としては最大の流域面積を持つ。
本稿では主な支流である槇尾川（まきおがわ）、牛滝川（うしたきがわ）、牛滝川の支流である松尾川（まつおがわ）についても記載する。

## 地理
槇尾川、牛滝川の2つの支流の合流地点（泉大津市板原町3丁目・泉北郡忠岡町馬瀬3丁目付近）が大津川の名称としての源流となる。泉大津市と忠岡町の市町境界を流れて大阪湾に注ぐ。
流域の施設等
- 大津川河川敷公園
- 南海本線交差部
- 大阪府道204号堺阪南線（大津川橋）
- 紀州街道（楯並橋）
- 住友ゴム工業泉大津工場（旧オーツタイヤ本社・泉大津工場）
- 堺泉北港（河口右岸）
- 阪南港（河口左岸）

主な支流は2つあり、いずれも和泉山脈の山中を源流としている。

## 槇尾川
槙尾川とも表記。和泉市槇尾山町の槇尾山西麓付近を源流とし、和泉市内を北上し、大津川に合流する。流域にある光明池は本河川に属しているダム湖である。中流域は池田谷（いけだだに）と呼ばれる。
支流
- 東槇尾川
- 側川
- 父鬼川 （鍋谷峠付近を源流としている）

流域の施設等
- 槇尾山・施福寺
- 国道170号交点
- 大阪府立横山高等学校
- 国道480号交点
- 光明池
- 阪和自動車道・大阪府道38号富田林泉大津線（泉北1号線）・南海泉北線交点
- 和泉市民体育館・和泉市立図書館
- JR阪和線交点
- 国道26号交点

## 牛滝川
岸和田市大沢町の和泉葛城山東麓付近を源流とし、岸和田市内を北上し、忠岡町内で松尾川と合流し、大津川に合流する流域面積45.4平方キロメートル、指定延長約17.5kmの河川。中流域は山直谷（やまだいだに）と呼ばれる。
流域の施設等
- 牛滝温泉
- 阪和自動車道交点（牛滝川橋・岸和田サービスエリア付近）
- 国道170号交点（内畑町交差点付近）
- 久米田寺
- JR阪和線交点・松尾川合流点
- 国道26号交点

支流
- 松尾川

### 松尾川
和泉市春木川町の高塚山西麓付近を源流とし、和泉市内を北上し、忠岡町内で牛滝川に合流する指定延長約12kmの河川。牛滝川合流地点が二大支流合流地点からわずか1kmほどの上流に過ぎず、大津川水系の三大支流のひとつとみなしても遜色ない谷地形を形成している。中流域は松尾谷（まつおだに）と呼ばれる。
流域の施設等
- 松尾寺
- 和泉市久保惣記念美術館
- JR阪和線交点

## 災害史
- 1935年（昭和10年）6月30日 - 集中豪雨により槇尾川、牛滝川の堤防が決壊。下流域が泥海化した[1]。